# أمعائيات عاثية بي إس بي3
أمعائيات عاثية بي إس بي3 هو فيروس من فصيلة فيروسات عضلية وجنس فيروسات شبيهة-P2.